# 1986 EP5
1986 EP5 är en asteroid i huvudbältet som upptäcktes den 6 mars 1986 av den italienske astronomen Giovanni de Sanctis vid La Silla-observatoriet.
Asteroiden har en diameter på ungefär 17 kilometer och den tillhör asteroidgruppen Themis.